# Scholarly Publishing and Academic Resources Coalition
La Scholarly Publishing and Academic Resources Coalition (dall'inglese: "Coalizione per l'editoria accademica e le risorse accademiche"), abbreviaya come SPARC, è un'alleanza internazionale di biblioteche accademiche e di ricerca sviluppata dall'Association of Research Libraries nel 1998 per promuovere l'accesso aperto nella cultura accademica. La coalizione comprende attualmente circa 800 istituzioni presenti in Nord America, Europa, Giappone, Cina e Australia.
Richard Johnson è stato direttore dal 1998 al 2005. Heather Joseph è diventata direttrice esecutiva nel 2005.

## Storia
L'idea di SPARC fu presentata all'incontro annuale dell'Association of Research Libraries tenutosi nel 1997. Kenneth Frazier, bibliotecario dell'Università del Wisconsin, propose ai partecipanti di creare un fondo per un nuovo modello editoriale per le riviste accademiche: molte biblioteche avrebbero contribuito al fondo mediante il quale i contributori avrebbero creato nuove pubblicazioni ad un costo minore per tutte le riviste. In qualità di direttore fondatore, Rick Johnson governò la creazione di SPARC nel 2002, in seguito al desiderio di riforma espresso da molti bibliotecari.

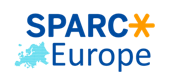
Logo di SPARC Europe

SPARC Europe è stata fondata insieme a LIBER nel 2001. David Prosser ne è diventato direttore nel 2002.
A partire dal 2006, il premio SPARC Innovators Award viene assegnato ogni sei mesi per riconoscere un individuo, un'istituzione o un gruppo che esemplifichi i principi di SPARC.
SPARC si è affermata come un'alleanza internazionale di biblioteche accademiche e di ricerca che lavora "per correggere gli squilibri nel sistema di pubblicazione accademica". Il suo obbiettivo è quello di stimolare l'emergere di nuovi modelli di comunicazione accademica che amplino la diffusione della ricerca e riducano le pressioni finanziarie sulle biblioteche.
L'opera di SPARC in collaborazione con le parti interessate - inclusi autori, editori e biblioteche - si basa sulle opportunità create dall'ambiente digitale in rete. Le principali organizzazioni accademiche hanno approvato SPARC. Il sigillo SPARC Europe per le riviste ad accesso aperto offre la certificazione per le riviste che scelgono la licenza CC-BY (Creative Commons) e forniscono alla Directory of Open Access Journals (DOAJ) metadati a livello di singolo articolo.

## SPARC Author Addendum
SPARC pubblica un addendum che gli autori possono utilizzare per negoziare con gli editori accademici. Il modulo fornisce una richiesta standard da parte degli autori da integrare nell'accordo di trasferimento del copyright che l'editore invia all'autore dopo l'accettazione del suo lavoro per la pubblicazione. Gli autori che utilizzano il modulo di solito mantengono i diritti di utilizzare il proprio lavoro senza restrizioni, di ricevere attribuzioni e di auto-archiviare. Il modulo conferisce all'editore un diritto non esclusivo di distribuire un'opera a scopo di lucro e di ricevere attribuzioni come rivista di prima pubblicazione.